# Chevrolet Trax (prototype)
La Chevrolet Trax est un prototype de micro-SUV présenté par le constructeur automobile américain lors du salon de New York 2007.
À ne pas confondre avec l'actuel Chevrolet Trax présenté au Salon de l'Automobile de Paris en 2012, de production massive depuis 2013.

## Traits
General Motors souligne que les Trax, Groove et Beat ont été créés par ses studios de design en Corée du Sud, foyer de conception de mini-voitures et siège de Daewoo, qui fournit l'Aveo et fournirait également le Trax. Le Trax est un grand break à quatre portes avec un moteur à trois cylindres de 1,0 litre. Il ressemble à un micro SUV, qui, selon Chevrolet, améliorera son attrait pour le style de vie sportif. En fait, Chevrolet dit que le Trax vise "les citadins actifs qui aiment faire du hors-piste le week-end". À cette fin, le Trax pourrait offrir à la fois une traction avant et une transmission intégrale, bien qu'elle n'ait pas une garde au sol élevée.

## Présentation
Les Trax, Groove et Beat ont été présentés pour fournir une vision des conceptions futures dans le segment des sous-compact de GM. Ces trois concepts ont été votés après leur introduction sur le site www.vote4chevrolet.com. En fin de compte, le Trax et le Groove ont tous deux perdu face a la Beat, qui devrait être produite.

## Culture populaire
Le Chevrolet Trax a été utilisé pour le mode véhicule du personnage Autobot Mudflap dans le film Transformers 2 : La Revanche de 2009.